# Liste der politischen Parteien in Lettland
Diese Liste gibt einen Überblick über die politischen Parteien in Lettland:
| Name                                                               | Abk.               | deutscher Name | Gründung           | Ausrichtung                                                                | Farbe                      | Europapartei          | Fraktion im EP | Bemerkungen |
| ------------------------------------------------------------------ | ------------------ | --- | ------------------ | -------------------------------------------------------------------------- | -------------------------- | --------------------- | -------------- | --- |
| Vienotība                                                          | V                  | Einigkeit | 6. August 2011     | liberal konservativ                                                        | Grün                       | EVP                   | EPP            | am 29. Januar 2009 als Wahlbündnis von JL, PS und SCP                                                                                                  |
| Sociāldemokrātiskā partija „Saskaņa“                               | SDPS               | Sozialdemokratische Partei „Harmonie“                                                                                 | 10. Februar 2010   | sozialdemokratisch                                                         | Rot                        | SPE                   | S&D            | aus Tautas Saskaņas partija (TSP) hervorgegangen, Vereinigung von JC und SDP, ab Januar 2011 mit DPP                                                   |
| Jaunā konservatīvā partija                                         | JKP                | Neue Konservative Partei                                                                                              | 17. Mai 2014       | liberal konservativ                                                        | Dunkelblau                 |                       |                | von Februar 2022 bis Oktober 2023 als Konservatīvie (K)                                                                                                |
| Kristīgi demokrātiskā savienība                                    | KDS                | Christlich Demokratische Union                                                                                        | 9. März 1991       | christdemokratisch, ökonomisch liberal                                     | Orange, Gelb, Schwarz      |                       |                | 1995 Wahlbündnis mit LZS, 1998 DP und LZP, 2002 mit LPP, 2006 mit LSDSP                                                                                |
| Latvijas attīstībai                                                | LA                 | Für Lettlands Entwicklung                                                                                             | 15. Dezember 2013  | liberal                                                                    | Grau, Gelb                 | ALDE                  |                | auch aus Teilen der JL hervorgegangen |
| Latvijas Reģionu apvienība                                         | LRA                | Lettische Vereinigung der Regionen                                                                                    | 13. März 2014      | zentristisch                                                               | Blau                       |                       |                | seit 2022 Wahlbündnis AS |
| Latvijas Sociāldemokrātiskā Strādnieku partija                     | LSDSP              | Lettische Sozialdemokratische Arbeiterpartei                                                                          | 17. Juni 1918      | sozialdemokratisch                                                         | Rot                        | SPE (Beobachter)      |                | seit 2022 Zusammenarbeit mit ZZS; Vorgänger 1892 gegründet                                                                                             |
| Latvijas Sociālistiskā partija                                     | LSP                | Lettische Sozialistische Partei                                                                                       | 15. Januar 1994    | sozialistisch                                                              | Rot                        |                       |                | Nachfolger der verbotenen russlandtreuen LKP; 2023 aufgelöst                                                                                           |
| Latvijas Krievu savienība                                          | LKS                | Lettische Russische Union                                                                                             | 19. Mai 2007       | russlandtreu                                                               | Blau, Rot                  | EFA (2024 Ausschluss) | NI             | bis 18. Januar 2014 Par cilvēka tiesībām vienotā Latvijā (PCTVL, „Für Menschenrechte im vereinten Lettland“); bis 2007 Wahlbündnis von TSP, LSP und ER |
| Latvijas Zaļā partija                                              | LZP                | Lettische Grüne Partei                                                                                                | 13. Januar 1990    | ökologisch, zentristisch, konservativ                                      | Grün                       |                       |                | seit 2022 Wahlbündnis AS; davor ZZS |
| Latvijas Zemnieku savienība                                        | LZS                | Lettische Bauernunion                                                                                                 | 5. Juli 1990       | zentristisch, agrar                                                        | Grün                       |                       |                | seit 2002 Wahlbündnis ZZS; Nachfolger der LZS (1917–1934)                                                                                              |
| Latvijas Nacionāli konservatīvā partija                            | LNNK               | Lettische National-Konservative Partei                                                                                | nach 1990          | national konservativ                                                       |                            |                       |                | seit Juli 1988 Latvijas Nacionālās Neatkarības Kustība                                                                                                 |
| Tēvzemei un Brīvībai                                               | TB                 | Für Vaterland und Freiheit                                                                                            | 1. Februar 1993    | national konservativ, ökonomisch liberal                                   | Gold                       |                       |                | |
| Tēvzemei un Brīvībai/LNNK                                          | TB/LNNK            | Für Vaterland und Freiheit/LNNK                                                                                       | 21. Juni 1997      | national konservativ, ökonomisch liberal                                   | Kastanienbraun, Weiß, Gold |                       |                | Vereinigung von TB und LNNK |
| Nacionālā apvienība „Visu Latvijai!“ – „Tēvzemei un Brīvībai/LNNK“ | NA oder VL-TB/LNNK | Nationale Vereinigung „Alles für Lettland“ – „Für Vaterland und Freiheit/Lettische Nationale Unabhängigkeitsbewegung“ | 23. Juli 2011      | nationalistisch, rechtskonservativ, ökonomisch liberal, rechtspopulistisch | Dunkelrot, Gold            | EKR                   | EKR            | seit 2010 als Wahlbündnis |
| Latvijas Pirmā partija                                             | LPP                | Lettische Erste Partei                                                                                                | 25. Mai 2002       | konservativ, christdemokratisch                                            | Purpur, Grün               |                       |                | ab 2006 Wahlbündnis mit LC, 2007 Vereinigung |
| Latvijas Ceļš                                                      | LC                 | Lettischer Weg | 25. September 1993 | liberal                                                                    | Gold, Rot, Schwarz         | ELDR                  | ALDE           | ab 2006 Wahlbündnis mit LPP, 2007 Vereinigung; aus LTF hervorgegangen                                                                                  |
| Latvijas Pirmā partija/Latvijas Ceļš                               | LPP/LC             | Lettische Erste Partei/Lettischer Weg                                                                                 | 25. August 2007    | konservativ, liberal, christdemokratisch                                   | Lila, Rot                  | ELDR                  | ALDE           | zuletzt auch Šlesera Reformu partija („Šlesers Reformpartei“); Dezember 2011 aufgelöst                                                                 |
| Latvija pirmajā vietā                                              | LPV                | Lettland zuerst | 14. August 2021    | rechtspopulistisch                                                         | Burgunderrot               | ECPM                  | PfE            | auch aus Teilen der LPP/LC hervorgegangen |
| Liepājas partija                                                   | LP                 | Libauer Partei | 14. Dezember 2004  | regionalistisch, EU-skeptisch                                              | Grün, Weiß                 |                       |                | Regionalpartei aus Liepāja; seit 2022 Wahlbündnis AS, davor ZZS                                                                                        |
| Latvijai un Ventspilij                                             | LuV                | Für Lettland und Windau                                                                                               | 10. März 1994      | regionalistisch                                                            | Cyan, Gelb                 |                       |                | Regionalpartei aus Ventspils; Wahlbündnis ZZS |
| Progresīvie                                                        | PRO                | Progressive | 25. Februar 2017   | ökologisch, sozialdemokratisch, pro-europäisch, progressiv                 | Grün, Rot                  | EGP                   | G/EFA          | seit 26. März 2011 als NGO |
| Reformu partija                                                    | RP                 | Reformpartei | 23. Juli 2011      | konservativ                                                                | Blau, Rot                  |                       |                | 2014 Wechsel zu Vienotība; bis 21. April 2012 Zatlera reformu partija (ZRP, „Zatlers Reformpartei“)                                                    |
| Stabilitātei!                                                      | ST!                | Stabilität | 26. Februar 2021   | populistisch, pro-russisch, EU-skeptisch                                   | Orange                     |                       |                | |
| Tautas partija                                                     | TP                 | Volkspartei | 1998               | liberal, konservativ                                                       | Orange                     | EVP                   | EPP            | am 9. Juli 2011 aufgelöst, zahlungsunfähig |
| Apvienotais saraksts                                               | AS                 | Vereinte Liste | 1. Juli 2022       | regionalistisch, ökologisch konservativ, sozialkonservativ                 |                            |                       | EKR            | Wahlbündnis von LRA, LZP, LP und Apvienotais Latvijas saraksts („Vereinigte Liste Lettlands“)                                                          |
| Jaunā Vienotība                                                    | JV                 | Neue Einigkeit | 23. April 2018     | liberal, liberal-konservativ, pro-europäisch                               | Grün, Blau, Hellgrün       | EVP                   | EPP            | Wahlbündnis von V und mehreren Regionalparteien |
| Zaļo un Zemnieku savienība                                         | ZZS                | Union der Grünen und Bauern                                                                                           | 25. Juli 2002      | agrar                                                                      | Grün, Gelb                 |                       |                | seit 2022 Wahlbündnis von LZS und LSDSP; davor von LZS, LZP, LP und LuV                                                                                |

Legende:
- hellgrün: Wahlbündnis
- hellrot: sogenannte Oligarchen-Partei
- dunkelgrau: sonstige ehemalige Partei